# Single Collection+ Mitsubachi
Albums de Māya Sakamoto
You Can't Catch Me
(2011)
Single Collection+ Mitsubachi est la 4e compilation de Māya Sakamoto, sorti sous le label Victor Entertainment le 14 novembre 2012 au Japon. Il sort au format CD+Blu-ray. Cette compilation a atteint la 9e place du classement de l'Oricon. Elle se vend à 19 654 exemplaires la première semaine et reste classée pendant cinq semaines, pour un total de 25 824 exemplaires vendus.

## Liste des titres
| 1.  | Loop (ループ)                                                                               | h's            | h-wonder                                       |  |
| 2.  | Magic Number (マジックナンバー)                                                             | Māya Sakamoto  | Kitagawa Katsutoshi Strings (from ROUND TABLE) |  |
| 3.  | Down Town (reprise du groupe SUGAR BABE)                                                    | Ginji Ito      | Taro Yamashita                                 |  |
| 4.  | Triangler (トライアングラー)                                                                | Robin Gabriela | Yoko Kanno                                     |  |
| 5.  | Saigo no Kajitsu (さいごの果実)                                                             | Māya Sakamoto  | Shoko Suzuki                                   |  |
| 6.  | Spica (スピカ)                                                                              | Māya Sakamoto  | h-wonder                                       |  |
| 7.  | Action!                                                                                     | Māya Sakamoto  | h-wonder                                       |  |
| 8.  | Yasashisa ni Tsutsumareta Nara (やさしさに包まれたなら reprise de Arai Yumi)                | Yumi Arai      | Yumi Arai                                      |  |
| 9.  | Ame ga Furu (雨が降る)                                                                      | Māya Sakamoto  | Cano Caoli                                     |  |
| 10. | Buddy                                                                                       | Māya Sakamoto  | School Food Punishment, Ryo Eguchi             |  |
| 11. | Private Sky                                                                                 | Māya Sakamoto  | TABO                                           |  |
| 12. | Kazemachi Jet~ mistubachi edition (風待ちジェット)                                          | Māya Sakamoto  | Shoko Suzuki                                   |  |
| 13. | More Than Words (モアザンワーズ)                                                            | Yuho Iwasato   | Yoko Kanno                                     |  |
| 14. | Okaerinasai (おかえりなさい)                                                                | Māya Sakamoto  | Yumi Matsutoya                                 |  |
| 15. | Praline (プラリネ)                                                                          | Māya Sakamoto  | Taiyo Yamazawa                                 |  |
| 16. | April Fool feat. Māya Sakamoto / Tomita Keichi (エイプリルフール feat. 坂本真綾 / 冨田ラボ) |                |                                                |  |
| 17. | Nekoze (猫背)                                                                               |                |                                                |  |

Blu-ray
1. Saigo no Kajitsu (さいごの果実)
2. Triangler (トライアングラー)
3. Ame ga Furu (雨が降る
4. Magic Number (マジックナンバー)
5. Everywhere
6. Down Town
7. Himitsu (秘密)
8. Buddy
9. Okaerinasai (おかえりなさい)
10. Original Short Movie: Driving in the silence (ショートムービーDriving in the silence)
  1. Driving in the silence
  2. Sayonara Santa
  3. Driving in the silence -reprise-
11. More Than Words (モアザンワーズ)
12. Original Short Film: Universe (ユニバース)